# Kecamatan Cimanggu (distrikt i Indonesien, Banten)
Kecamatan Cimanggu är ett distrikt i Indonesien.   Det ligger i provinsen Banten, i den västra delen av landet, 150 km väster om huvudstaden Jakarta.